# Liste der Baudenkmäler in Buch (Schwaben)

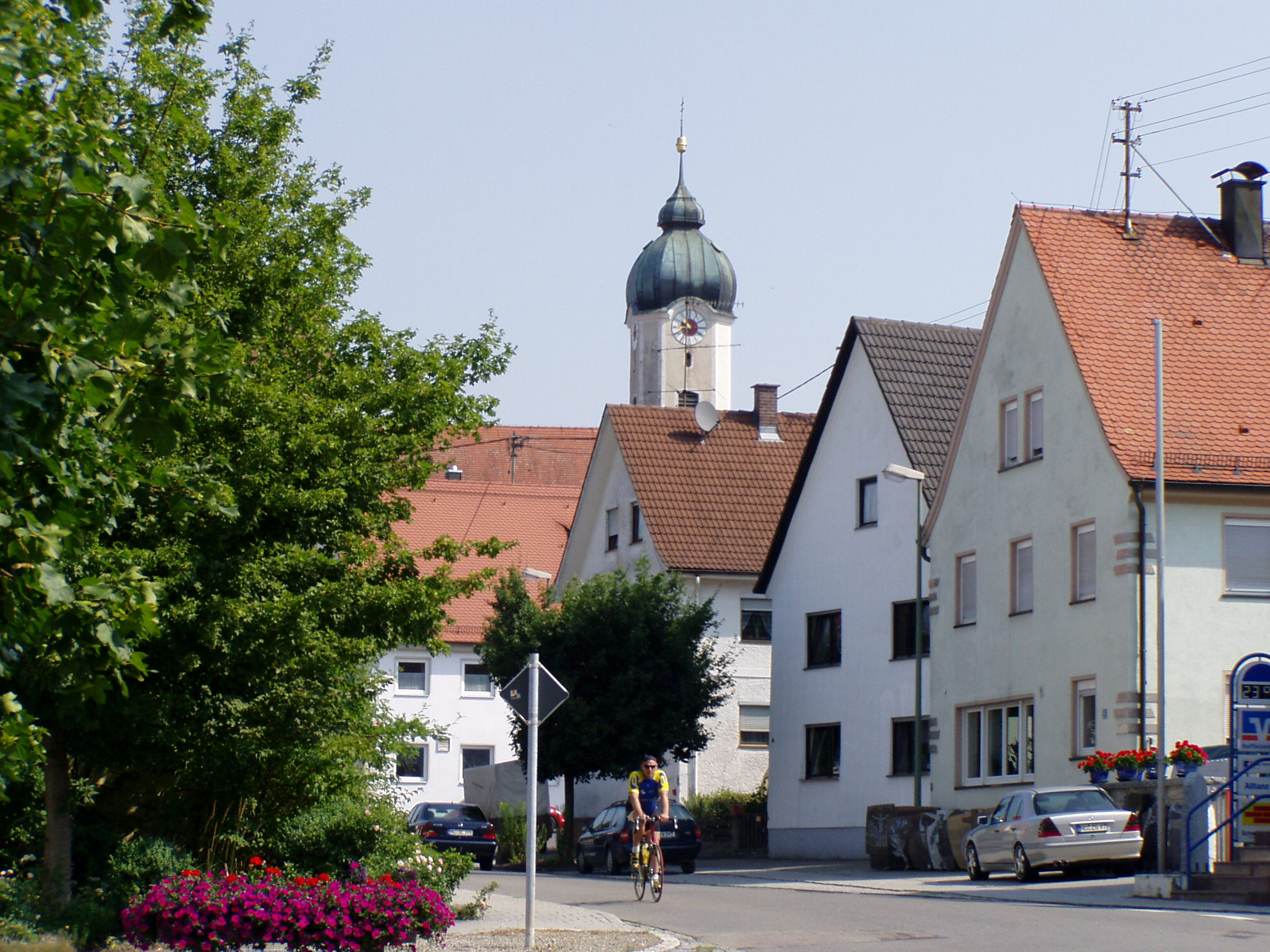
Hauptstraße in Buch

Auf dieser Seite sind die Baudenkmäler in dem schwäbischen Markt Buch zusammengestellt. Diese Tabelle ist eine Teilliste der Liste der Baudenkmäler in Bayern. Grundlage ist die Bayerische Denkmalliste, die auf Basis des Bayerischen Denkmalschutzgesetzes vom 1. Oktober 1973 erstmals erstellt wurde und seither durch das Bayerische Landesamt für Denkmalpflege geführt wird. Die folgenden Angaben ersetzen nicht die rechtsverbindliche Auskunft der Denkmalschutzbehörde.

## Baudenkmäler nach Ortsteilen

### Buch
| Lage                                       | Objekt                                 | Beschreibung | Akten-Nr.              | Bild           |
| ------------------------------------------ | -------------------------------------- | --- | ---------------------- | -------------- |
| Hauptstraße 7 (Standort)                   | Bauernhaus                             | zweigeschossiger Satteldachbau, Obergeschoss zum Teil in Fachwerk, 18. Jahrhundert | D-7-75-118-1 Wikidata  | Bauernhaus     |
| Hauptstraße 16 (Standort)                  | Katholische Pfarrkirche Sankt Valentin | frühklassizistischer Saalbau mit eingezogenem Polygonalchor und Turm im nördlichen Winkel, 1780/81 von Thaddäus Rieff; mit Ausstattung                                                      | D-7-75-118-2 Wikidata  | weitere Bilder |
| Nähe Friedhofweg (Standort)                | Katholische Friedhofskapelle           | einschiffig mit dreiseitigem Schluss und Dachreiter über dem Westgiebel, bezeichnet 1923; mit Ausstattung                                                                                   | D-7-75-118-5 Wikidata  | weitere Bilder |
| Nähe Friedhofweg; Friedhofweg 1 (Standort) | Friedhof                               | östlich der Pfarrkirche, von alter Mauer umgeben, 1737 erweitert | D-7-75-118-6 Wikidata  | Friedhof       |
| Nähe Friedhofweg; Friedhofweg 1 (Standort) | Friedhofskapelle                       | Rechteckbau mit dreiseitigem Schluss und Giebelreiter, bezeichnet mit Ausstattung | D-7-75-118-6 zugehörig | weitere Bilder |
| Untere Straße 8 (Standort)                 | Gasthaus                               | zweigeschossiger Satteldachbau, um 1800, Putzgliederung 2. Hälfte 19. Jahrhundert, später nach Nordosten erweitert                                                                          | D-7-75-118-3 Wikidata  | Gasthaus       |
| Untere Straße 25 (Standort)                | Bauernhaus                             | zweigeschossiger Satteldachbau mit Gesimsgliederung und Putzrustika, im Kern 18. Jahrhundert, im 19. Jahrhundert nach Westen erweitert mit angebautem Wirtschaftsteil, zum Teil in Fachwerk | D-7-75-118-4 Wikidata  | Bauernhaus     |

### Christertshofen
| Lage                               | Objekt                              | Beschreibung | Akten-Nr.              | Bild                                |
| ---------------------------------- | ----------------------------------- | --- | ---------------------- | ----------------------------------- |
| Am Schulberg 2 (Standort)          | Hausfigur                           | vielleicht hl. Norbert, 18. Jahrhundert                                                                            | D-7-75-118-8 Wikidata  | BW                                  |
| Halbertshofer Straße 10 (Standort) | Katholisches Pfarrhaus              | zweigeschossiger Walmdachbau, wohl nach Entwurf von Joseph Dossenberger d. J., 1786; mit Ausstattung.              | D-7-75-118-9 Wikidata  | Katholisches Pfarrhaus              |
| Halbertshofer Straße 14 (Standort) | Katholische Pfarrkirche Sankt Georg | Saalbau mit eingezogenem Polygonalchor und Turm im Norden, Turm wohl frühes 18. Jahrhundert, ansonsten Neubau Ende | D-7-75-118-10 Wikidata | Katholische Pfarrkirche Sankt Georg |

### Dietershofen bei Illertissen
| Lage                              | Objekt                                      | Beschreibung | Akten-Nr.              | Bild           |
| --------------------------------- | ------------------------------------------- | --- | ---------------------- | -------------- |
| Roggenburger Straße 13 (Standort) | Katholische Filialkirche Hl. Dreifaltigkeit | Saalbau mit eingezogenem, apsidial geschlossenem Chor und Turm im Westen, 1759 vielleicht von Matthias Eberle; mit Ausstattung | D-7-75-118-11 Wikidata | weitere Bilder |

### Ebersbach
| Lage                  | Objekt                                | Beschreibung | Akten-Nr.              | Bild                                  |
| --------------------- | ------------------------------------- | --- | ---------------------- | ------------------------------------- |
| Hochstraße (Standort) | Katholische Kapelle Sankt Franz Xaver | einschiffig mit eingezogener, halbrunder Apsis, Schweifgiebel und Dachreiter, 1752 von Joseph und Jakob Salzgeber errichtet; mit Ausstattung | D-7-75-118-12 Wikidata | Katholische Kapelle Sankt Franz Xaver |

### Gannertshofen
| Lage                      | Objekt                                  | Beschreibung | Akten-Nr.               | Bild           |
| ------------------------- | --------------------------------------- | --- | ----------------------- | -------------- |
| Dornäcker (Standort)      | Steinkreuz                              | spätmittelalterlich. | D-7-75-118-15 Wikidata  | Steinkreuz     |
| Kirchstraße 11 (Standort) | Katholische Pfarrkirche Sankt Mauritius | Saalbau mit eingezogenem Rechteckchor und Turm im südlichen Winkel, im Kern spätgotisch, 1730–1734 erneuert, Turm 1903; mit Ausstattung | D-7-75-118-13 Wikidata  | weitere Bilder |
| Kirchstraße 11 (Standort) | Ölbergkapelle                           | nordwestlich, rechteckiges Gehäuse mit Satteldach und vier Nischen, in der oberen Figurengruppe, 18. Jahrhundert                        | D-7-75-118-13 zugehörig | Ölbergkapelle  |
| Kirchstraße 15 (Standort) | Katholisches Pfarrhaus                  | zweigeschossiger Satteldachbau, Mitte 18. Jahrhundert                                                                                   | D-7-75-118-14 Wikidata  | weitere Bilder |

### Nordholz
| Lage                         | Objekt                                            | Beschreibung | Akten-Nr.              | Bild           |
| ---------------------------- | ------------------------------------------------- | --- | ---------------------- | -------------- |
| Am Mühlenweiher 3 (Standort) | Katholische Filialkirche Sankt Antonius von Padua | Saalbau mit dreiseitigem Schluss und Turm im Osten, 1709 ff. errichtet, Turm Mathias Eberle zugeschrieben, um 1760, umgestaltet vielleicht von Thaddäus Rieff, 1791; mit Ausstattung | D-7-75-118-16 Wikidata | weitere Bilder |
| Biberstraße 15 (Standort)    | Bauernhaus                                        | stattlicher, zweigeschossiger Mittertennbau mit dreigeschossigem vorkragenden Fachwerkgiebel, im Kern 18. Jahrhundert, rückseitig erweitert. nachqualifiziert                        | D-7-75-118-17 Wikidata | weitere Bilder |
| Zum Ghag 1 ()                | Kapelle                                           | verputzter Massivbau mit Satteldach, Giebelgesims und geradem Schluss, 2. Hälfte 19. Jahrhundert                                                                                     | D-7-75-118-32          |                |
| G'hag ()                     | Kruzifix                                          | wohl 18. Jahrhundert; in moderner Kapelle | D-7-75-118-27          |                |

### Obenhausen
| Lage                                                | Objekt                               | Beschreibung | Akten-Nr.               | Bild                              |
| --------------------------------------------------- | ------------------------------------ | --- | ----------------------- | --------------------------------- |
| Bucher Straße 13 (Standort)                         | Wohnhaus                             | erdgeschossig mit Mansarddach, 1922 von Franz Zell, bez. | D-7-75-118-18 Wikidata  | Wohnhaus                          |
| Graf-Moy-Straße 2 (Standort)                        | Katholisches Pfarrhaus               | zweigeschossig mit hohem Zeltdach, im Kern 1725, erneuert 1847 | D-7-75-118-19 Wikidata  | Katholisches Pfarrhaus            |
| Graf-Moy-Straße 6 (Standort)                        | Wohnhaus                             | zweigeschossiger Satteldachbau mit Gesimsgliederung und Schweifgiebel, 18. Jahrhundert | D-7-75-118-20 Wikidata  | weitere Bilder                    |
| Graf-Moy-Straße 13; Nähe Graf-Moy-Straße (Standort) | Schloss                              | dreigeschossiger Walmdachbau mit Türmen an den Nordecken, im Kern Mitte 16. Jahrhundert, Umbauten wohl in der 1. Hälfte 18. Jahrhundert und 1889 ff. mit Erhöhung um ein Geschoss, Türme 1953                                                                | D-7-75-118-21 Wikidata  | weitere Bilder                    |
| Graf-Moy-Straße 13; Nähe Graf-Moy-Straße (Standort) | Brücke                               | im Süden, dreibogig, über ehemals mit Wasser gefüllten Graben, 19. Jahrhundert | D-7-75-118-21 zugehörig | BW                                |
| Graf-Moy-Straße 13; Nähe Graf-Moy-Straße (Standort) | Brunnen                              | 19. Jahrhundert, inmitten des Schlossgartens im englischen Stil gelegen, 19. Jahrhundert | D-7-75-118-21 zugehörig | BW                                |
| Graf-Moy-Straße 13; Nähe Graf-Moy-Straße (Standort) | Putti                                | auf der Terrasse und im Garten, 19. Jahrhundert | D-7-75-118-21 zugehörig | BW                                |
| Graf-Moy-Straße 13; Nähe Graf-Moy-Straße (Standort) | Toreinfahrt                          | im Osten, 19./20. Jahrhundert | D-7-75-118-21 zugehörig | weitere Bilder                    |
| Graf-Moy-Straße 15 (Standort)                       | Gasthaus zur blauen Traube           | zweigeschossig mit Mansarddach und Zwerchgiebel, schlichter Anbau mit Satteldach im Norden, im Kern um 1800, umgebaut von Gabriel von Seidl, 1905/06 | D-7-75-118-22 Wikidata  | weitere Bilder                    |
| Graf-Moy-Straße 17 (Standort)                       | Ehemalige Gutsverwaltung             | breitgelagerter, erdgeschossiger Bau mit Mansarddach und wenig vorkragenden Zwerchhäusern, 1919/20 von Franz Zell errichtet. | D-7-75-118-23 Wikidata  | Ehemalige Gutsverwaltung          |
| Nähe Pfarrer-Augart-Straße (Standort)               | Mausoleum der Grafen Moy des Sons    | symmetrisch angelegter Bau mit Kapelle, kurzen Seitenflügeln und Rundturm, 1895 von Luitpold Gaiser nach Plan von Gabriel von Seidl errichtet; mit Ausstattung                                                                                               | D-7-75-118-30 Wikidata  | Mausoleum der Grafen Moy des Sons |
| Pfarrer-Augart-Straße 8 (Standort)                  | Katholische Pfarrkirche Sankt Martin | Saalbau mit eingezogenem Polygonalchor und Satteldachturm im Westen sowie Kerkerkapelle, Turm und Chor im Kern 1. Hälfte 16. Jahrhundert, 1803/04 vielleicht durch Johann Nepomuk Salzgeber umgebaut, Kerkerkapelle spätes 19. Jahrhundert; mit Ausstattung. | D-7-75-118-24 Wikidata  | weitere Bilder                    |

### Rennertshofen
| Lage                           | Objekt                                | Beschreibung | Akten-Nr.               | Bild           |
| ------------------------------ | ------------------------------------- | --- | ----------------------- | -------------- |
| Brunnengasse 2 (Standort)      | Katholischer Pfarrhof                 | ehemals zugleich Sommerresidenz Äbte von Roggenburg, dreigeschossiger Bau mit Mansarddach und Zwerchgiebel, Entwurf Joseph Dossenberger zugeschrieben, 1781; mit Ausstattung | D-7-75-118-26 Wikidata  | weitere Bilder |
| Brunnengasse 2 (Standort)      | Katholischer Pfarrhof                 | Ökonomiegebäude, zweigeschossiger Satteldachbau mit Remise und Wirtschaftsräumen, 2. Hälfte 19. Jahrhundert                                                                  | D-7-75-118-26 zugehörig | weitere Bilder |
| Frankenhofstraße 38 (Standort) | Katholische Pfarrkirche Sankt Stephan | Saalbau mit Polygonalchor und Turm im Norden, Chor, Turmunterbau und Langhaus im Kern spätes 15. Jahrhundert, Umbau 1764; mit Ausstattung                                    | D-7-75-118-25 Wikidata  | weitere Bilder |

### Ritzisried
| Lage                     | Objekt                                       | Beschreibung | Akten-Nr.              | Bild           |
| ------------------------ | -------------------------------------------- | --- | ---------------------- | -------------- |
| Dorfstraße 30 (Standort) | Katholische Filialkirche Sankt Jacobus d. Ä. | schlichter Saalbau mit eingezogenem, korbbogig geschlossenem Chor und Turm im Süden, 1758/59 wohl von Johann Georg Hitzelberger; mit Ausstattung | D-7-75-118-28 Wikidata | weitere Bilder |

### Waldreichenbach
| Lage                         | Objekt                                      | Beschreibung | Akten-Nr.              | Bild           |
| ---------------------------- | ------------------------------------------- | --- | ---------------------- | -------------- |
| Waldreichenbach 3 (Standort) | Katholische Wallfahrtskirche Sankt Leonhard | Saalbau mit dreiseitig geschlossenem Chor und Giebelreiter, Chor 14./15. Jahrhundert, Langhaus 1794 von Franz Martin Jehle; mit Ausstattung | D-7-75-118-29 Wikidata | weitere Bilder |